# Leptospermum sericeum
Leptospermum sericeum är en myrtenväxtart som beskrevs av Jacques-Julien Houtou de La Billardière. Leptospermum sericeum ingår i släktet Leptospermum och familjen myrtenväxter. Inga underarter finns listade i Catalogue of Life.